# Popevka 2019
43. festival Popevka je potekal 15. septembra 2019 v studiu 1 Televizije Slovenija. Vodila sta ga Jože Robežnik in Mario Galunič. Urednica projekta je bila Dijana Štraus Svetlik. V enem tekmovalnem večeru z neposrednim prenosom na RTV Slovenija se je predstavilo 11 tekmovalnih skladb.
Slavila je Eva Hren s pesmijo "Šesti čut" Žige Pirnata.

## Javno vabilo
Javno vabilo za sodelovanje na festivalu je bilo objavljeno 25. februarja 2019, zbiranje pesmi pa je trajalo do 31. marca. Pogoji sodelovanja, ki izhajajo iz vabila in pravil, med drugim določajo naslednje:
- izvajalci morajo biti na dan 1. 9. 2019 stari najmanj 16 let
- skladba je lahko dolga največ tri minute in pol
- besedilo mora biti v slovenskem jeziku
- skladba mora biti izvirna (v celoti in v posameznih delih) in še ne priobčena javnosti
- izbrani izvajalci bodo skupaj s spremljevalnimi vokalisti skladbo izvedli v živo bodisi z revijskim orkestrom Radiotelevizije Slovenija bodisi z ansamblom Radiotelevizije Slovenija (bendom)
- prijavitelji v prijavi izrazijo preferenco glede izvedbe njihove skladbe – z revijskim orkestrom ali z ansamblom (bendom) Radiotelevizije Slovenija
- poleg prijavljenih skladb si RTV Slovenija pridržuje pravico neposredno povabiti k sodelovanju posamezne avtorje oz. izvajalce
- tekmovalne skladbe (predvidoma 10 + 1 rezervno) izbere vsaj 3-članska strokovna komisija (na podlagi sistema 3 skupin: primerne, morebiti primerne in neprimerne skladbe)

Na javno vabilo je prispelo 67 prijav. Strokovna komisija v sestavi Neža Buh - Neisha, Matej Wolf, Primož Grašič in Cole Moretti je izmed njih za festival sprva izbrala 10 skladb, poleg tega pa še eno rezervno, in sicer "Midva" v izvedbi Julije Lubej, ki je bila pozneje po odločitvi programsko-produkcijske ekipe prav tako uvrščena v tekmovalni program festivala kot 11. skladba.

## Tekmovalne skladbe
| #   | Izvajalec                       | Skladba                    | Avtorji glasbe, besedila in aranžmaja                                            |
| --- | ------------------------------- | -------------------------- | -------------------------------------------------------------------------------- |
| 1.  | Eva Boto in Gašper Rifelj       | "Dovolj je poletja"        | Gašper Rifelj (g), Eva Boto (g), Tomaž Letnar (b), Aleš Avbelj (a)               |
| 2.  | Rok Lunaček                     | "Ljubezen"                 | Rok Lunaček (gb), Blaž Hribar (g), Primož Grašič (a)                             |
| 3.  | Vudlenderji                     | "Kam bi šla"               | Tomaž Hostnik (gb), Matija Krečič (a)                                            |
| 4.  | Ajda Stina Turek                | "V melodiji večnega dueta" | Ajda Stina Turek (gb), Anže Vrabec (a)                                           |
| 5.  | Amadea Begovič                  | "Res čudovito je"          | Alex Volasko (gb), Saša Lešnjek (b), Aleš Avbelj (a)                             |
| 6.  | 2B                              | "Ko bi jaz"                | Gašper Mihelič (gb), Primož Mihelič (gb), Jernej Mihelič (gb), Matija Krečič (a) |
| 7.  | Ana Soklič                      | "Temni svet"               | Matevž Šalehar - Hamo (gb), Žiga Pirnat (a)                                      |
| 8.  | Sergije Lugovski                | "Zdaj je, kar je"          | Rok Švab (g), Rok Lunaček (b), Patrik Greblo (a)                                 |
| 9.  | Julija Lubej                    | "Midva"                    | Leon Firšt (ga), Julija Lubej (b)                                                |
| 10. | Eva Hren                        | "Šesti čut"                | Žiga Pirnat (gba)                                                                |
| 11. | Dare Kaurič & New Swing Quartet | "Kam je vsa ljubezen šla?" | Dare Kaurič (gb), Rok Lunaček (b), Primož Grašič (a)                             |

Izvajalce je v živo spremljal Revijski orkester RTV Slovenija pod dirigentskim vodstvom Patrika Grebla in Žige Pirnata (pri skladbah "Temni svet" in "Šesti čut"). Spremljevalni vokalisti so bili Sara Lamprečnik, Lucija Marčič in Aljaž Bastič.

## Zmagovalna popevka
O zmagovalcu festivala in prejemniku velike nagrade občinstva za najboljšo skladbo v celoti je odločalo občinstvo s telefonskim glasovanjem. Največ glasov je namenilo skladbi "Šesti čut" Žige Pirnata v izvedbi Eve Hren.
| Skladba                                                      | Mesto |
| ------------------------------------------------------------ | ----- |
| "Šesti čut" (Eva Hren)                                       | 1.    |
| "Kam bi šla" (Vudlenderji)                                   | 2.    |
| "Dovolj je poletja" (Eva Boto & Gašper Rifelj)               | 3.    |
| "Zdaj je, kar je" (Sergije Lugovski)                         | 4.    |
| "Kam je vsa ljubezen šla?" (Dare Kaurič & New Swing Quartet) | 5.    |
| "Ko bi jaz" (2B)                                             | 6.    |
| "Res čudovito je" (Amadea Begovič)                           | 7.    |
| "Midva" (Julija Lubej)                                       | 8.    |
| "V melodiji večnega dueta" (Ajda Stina Turek)                | 9.    |
| "Temni svet" (Ana Soklič)                                    | 10.   |
| "Ljubezen" (Rok Lunaček)                                     | 11.   |

## Nagrade strokovne žirije
Strokovna žirija v sestavi Alenka Godec (predsednica), Mojca Menart, Jure Robežnik in Gaber Radojevič je podelila pet nagrad:
- veliko nagrado za najboljšo skladbo v celoti: "Temni svet" Matevža Šaleharja - Hama v izvedbi Ane Soklič
- nagrado za najboljše besedilo: Tomaž Hostnik za pesem "Kam bi šla?"
- nagrado za najboljšo interpretacijo: Ana Soklič za pesem "Temni svet"
- nagrado za najboljšo priredbo: Aleš Avbelj za pesem "Res čudovito je"
- nagrado za mladega obetavnega avtorja ali izvajalca: Ajda Stina Turek za pesem "V melodiji večnega dueta"

## Spremljevalni program
V uvodnem delu večera je nastopil Alex Volasko, zmagovalec Popevke 2018, s "Če pomlad nikoli več ne pride". Nina Strnad se je poklonila nedavno preminulemu Stanetu Manciniju z njegovo "Mandolino", zmagovalno skladbo prvega festivala Slovenska popevka. Med telefonskim glasovanjem so vsi tekmovalci zapeli eno pesem iz zakladnice Slovenske popevke:
| Tekmovalec                      | Pesem (prvotni izvajalec)              | Avtorji                                                         |
| ------------------------------- | -------------------------------------- | --------------------------------------------------------------- |
| Eva Boto & Gašper Rifelj        | "Samo ti" (Anika Horvat)               | Rudi Bučar (gb), Jaka Pucihar (a)                               |
| Rok Lunaček                     | "Dan neskončnih sanj" (Vlado Kreslin)  | Aleš Strajnar (g), Dušan Velkaverh (b), Lojze Krajnčan (a)      |
| Vudlenderji                     | "Pogum" (Prizma)                       | Danilo Kocjančič (g), Drago Mislej - Mef (b), Patrik Greblo (a) |
| Ajda Stina Turek                | "V meni raste drevo" (Ditka Haberl)    | Jože Privšek (ga), Dušan Velkaverh (b)                          |
| Amadea Begovič                  | "Včeraj, danes, jutri" (Elda Viler)    | Ati Soss (ga), Branko Šömen (b)                                 |
| 2B                              | "Za prijatelje" (Andrej Šifrer)        | Andrej Šifrer (gb), Patrik Greblo (a)                           |
| Ana Soklič                      | "Zelena leta" (Tatjna Gros)            | Jože Privšek (ga), Elza Budau (b)                               |
| Sergije Lugovski                | "Trideset let" (Oto Pestner)           | Dušan Porenta (gb), Jože Privšek (a)                            |
| Julija Lubej                    | "S teboj" (Majda Sepe)                 | Mojmir Sepe (g), Elza Budau (b), Patrik Greblo (a)              |
| Eva Hren                        | "V Ljubljano" (Marjana Deržaj)         | Ati Soss (ga), Svetlana Makarovič (b)                           |
| Dare Kaurič & New Swing Quartet | "Danes bo srečen dan" (Tomaž Domicelj) | Tomaž Domicelj (gb), Jože Privšek (a)                           |